# Rushing Water
Rushing Water è un singolo di Sting, pubblicato il 30 settembre 2021 come secondo estratto dal quindicesimo album in studio The Bridge.

## Video musicale
Il video è stato pubblicato contestualmente all'uscita del singolo attraverso il canale YouTube di Sting.